# Dehalobacter restrictus
Dehalobacter restrictus è una specie di batterio appartenente alla famiglia delle Peptococcaceae.